# Axinte Frunză
Axinte Frunză (în rusă Авксентий Фрунзе; n. 25 februarie 1859, raionul Telenești, gubernia Basarabia, Imperiul Rus – d. 1933, București, România) a fost un revoluționar, profesor și scriitor basarabean.

## Biografie
S-a născut în satul Scorțeni (acum în raionul Telenești, Republica Moldova) din ținutul Orhei, gubernia Basarabia (Imperiul Rus), în familia lui Dmitrie Frunză și a soției sale Irina. A studiat la Seminarul Teologic din Chișinău. A mai studiat la Harkov, Odesa și la Kiev.
În 1878, la Chișinău, a participat la întâlnirile cercului revoluționar al tineretului basarabean de la apartamentul lui Constantin Ursu. După evadarea lui Ursu din gubernie în ianuarie 1879, Axinte a devenit liderul cercului, atrăgând noi membri din rândul seminariștilor.
În mai 1879, pentru absența neautorizată de la seminar, a fost demis din ordinul rectorului.
În iunie 1879, din ordinul guvernatorului general din Odesa, a fost supus unei supravegheri publice stricte a poliției pentru intenția de a fugi în străinătate. În ciuda supravegherii poliției, a trecut clandestin Prutul în România, unde a locuit la Tulcea, fiind aproape de emigranții ruși.
În ianuarie 1880, s-a reîntors ilegal în Rusia, unde a locuit la Odesa pe pașaportul unui țăran. În martie al aceluiași an a mers la Chișinău, însă la 30 martie a fost arestat cu pașaportul fals pe numele unui nobilul. A fost anchetat la 1 aprilie 1880 la administrația jandarmilor basarabeni.
În 1916 a publicat lucrarea „România Mare”.